# Hans August Lassen
Hans August Lassen (* 12. Dezember 1857 in Hadersleben, Herzogtum Schleswig; † 1938 in Ratingen, Kreis Düsseldorf-Mettmann) war ein deutsch-dänischer Porträt-, Stillleben- und Genremaler der Düsseldorfer Schule.

## Leben

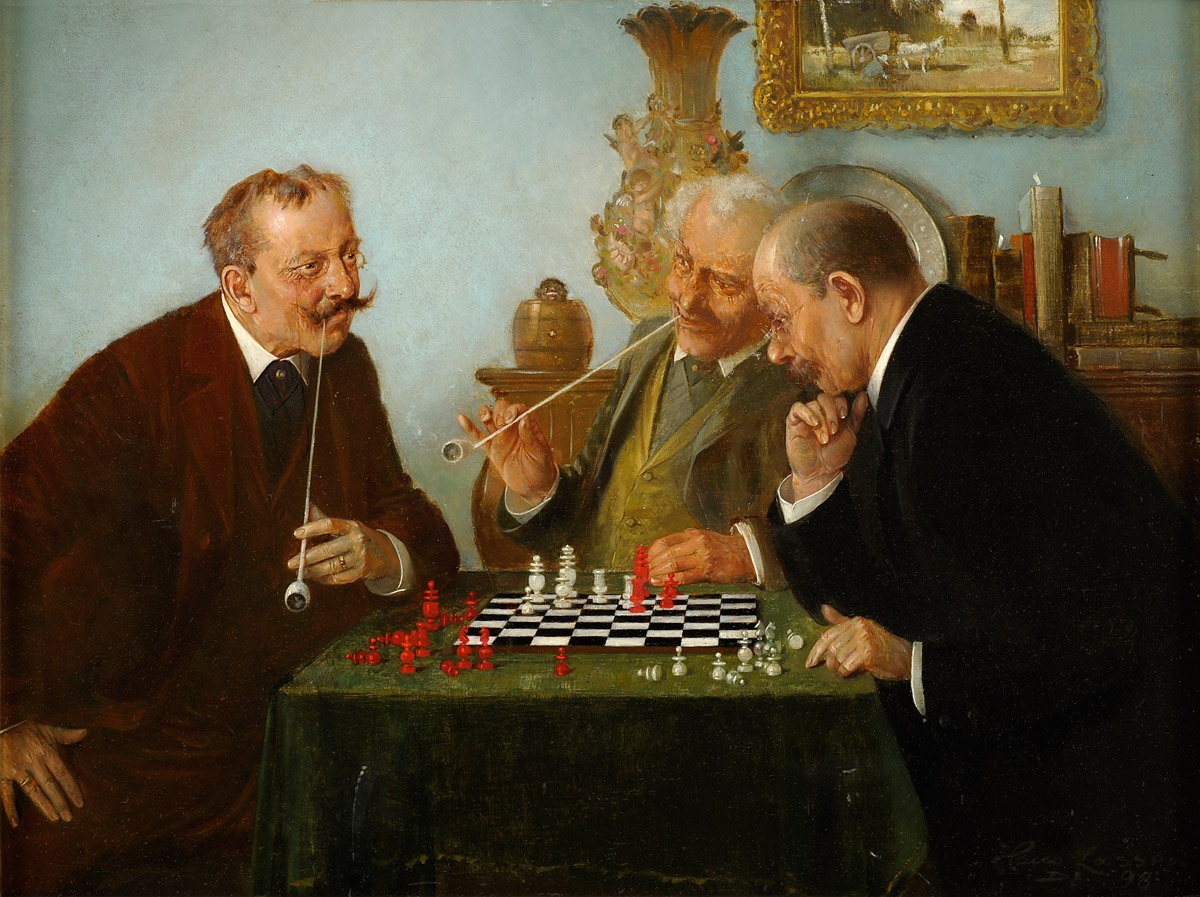
Eine spannende Partie, 1898

Lassen besuchte die Kunstakademie Düsseldorf von 1881 bis 1887. Dort waren Peter Janssen der Ältere, Hugo Crola und Heinrich Lauenstein seine Lehrer. In den Schülerlisten der Akademie wurde er als „sehr begabt“ vermerkt. Festgehalten wurde außerdem, dass er genötigt war, für seinen Lebensunterhalt selbst zu sorgen. Daher sei er in einigen Semestern nur unregelmäßig in der Klasse erschienen. Lassen spezialisierte sich auf die Darstellung von Wirtshausszenen, Weinproben, Herren- und Spielrunden; bekannt ist auch ein 1885 entstandenes Ölgemälde (Kniestück, stehend) des Fürsten Otto von Bismarck. Bis 1910 lebte Lassen in Düsseldorf, anschließend in Ratingen.